# Tomu

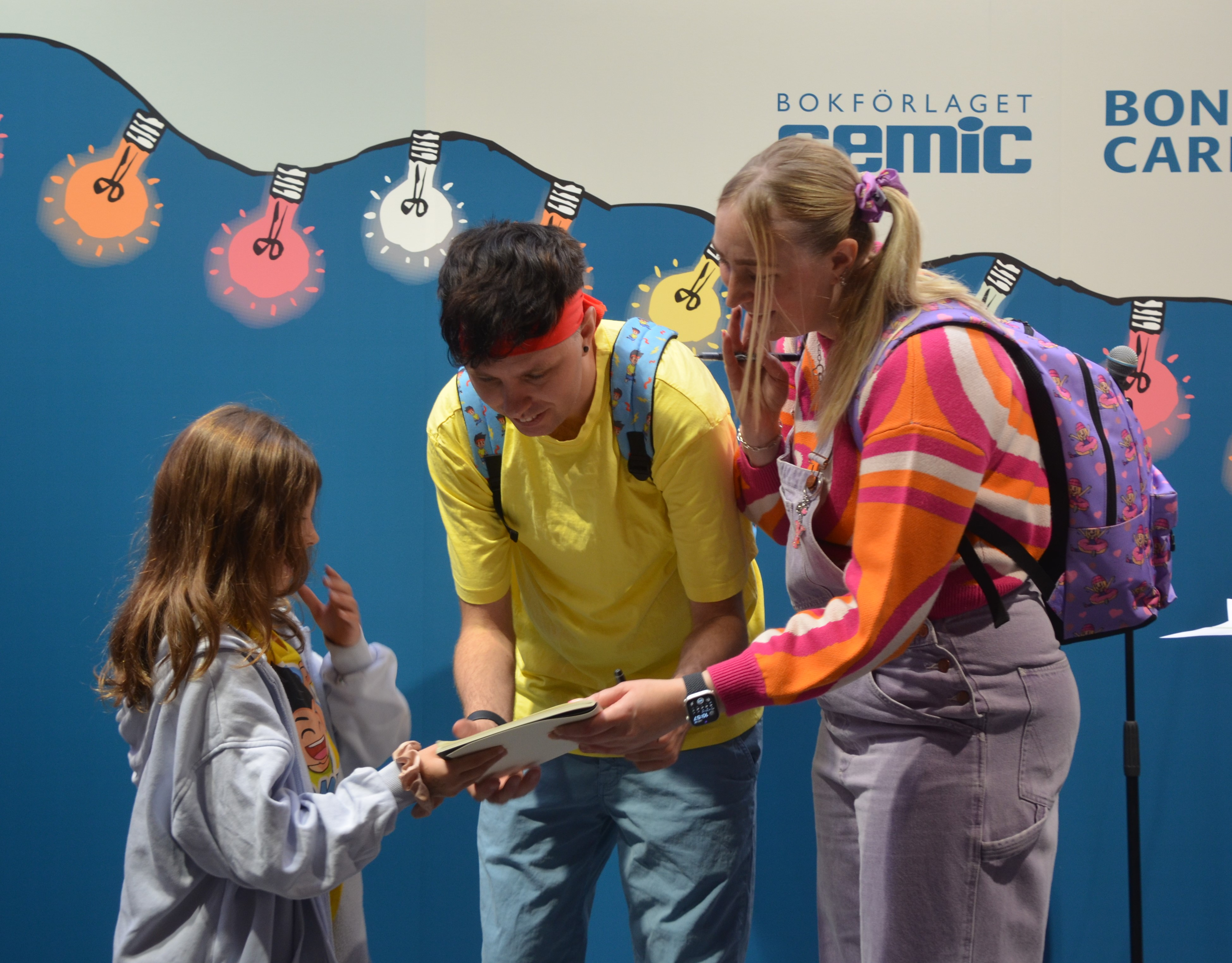
Tomu och Yumi på Bokmässan i Göteborg 2024.

Tom Gunnar Karlsson, mer känd som Tomu, född 19 juli 1987 i Tegelsmora församling i Uppsala län, är en svensk youtubare. Hans kanalinnehåll på Youtube är riktad mot barn där han spelar snälla spel så som Roblox, Minecraft och andra barnvänliga spel. Den röda tråden i inläggen är glädje och vänlighet. År 2025 har hans kanaler 362 000 prenumeranter och 610 540 248 visningar. Innehållet till kanalen skapades (2022) i en lagerlokal i Uppsala. År 2022 listades hans youtubekanal på 11:e plats på över Sveriges mäktigaste profiler på Youtube i  Medieakademins Maktbarometer.
År 2022 släppte han boken I Spelmästarens händer som han skrivit tillsammans med flickvännen Yumi.
I TV-programmet Sommarlov 2024 spelade han Sommarskuggan.

## Biografi
Karlsson växte upp i Örbyhus. Under tonåren tog han silver i SM i freestyle-fotboll och under några år försörjde han sig som fotbollsjonglör, och i hans första Youtube-videos lär han ut fotbollstrick. År 2008 uppträdde han vid fotbolls-EM i Österrike.
Efter studenten arbetade Tomu på en fabrik som tillverkade motorer. Därefter flyttade han och flickvännen Yumi till Japan där han studerade japanska. De tillbringade ett år där, innan de 2016 flyttade till Gävle. Sedan 2019 bor paret i Uppsala.